# سیارک ۳۲۷۲۰
سیارک ۳۲۷۲۰ (به انگلیسی: 32720 Simoeisios، نامگذاری:2131T-3) سی و دو هزار و هفتصد و بیستمین سیارک کشف شده‌است که در ۱۶ اکتبر ۱۹۷۷ کشف شد.